# Dialisi epatica
La dialisi epatica è una procedura dialitica che favorisce l'eliminazione di sostanze tossiche dal fegato nelle patologie gravi.

## Scopo
Si tratta di un sostituto funzionale del fegato che mette a riposo l'organo, permette la rigenerazione delle cellule epatiche e il miglioramento della funzionalità epatica del paziente. È un trattamento temporaneo che permette la sopravvivenza del paziente per un tempo limitato: infatti, l'uso di questo apparecchio precede necessariamente un trapianto di fegato e il suo scopo è di garantire al paziente maggiori possibilità di trovare un donatore compatibile.

## Indicazioni
Viene utilizzata nei casi di insufficienza epatica acuta, come nei casi di avvelenamento da funghi, da paracetamolo e altre sindromi epato-renali.

## Diffusione
Al momento la tecnica non è ancora diffusa ed è considerata ancora una terapia sperimentale.
Tra i macchinari per la dialisi epatica in commercio, vi è il MARS (Molecular Adsorbents Recirculating System) che è un progetto intrapreso in Germania.